# Libellula angelina
Libellula angelina is een libellensoort uit de familie van de korenbouten (Libellulidae), onderorde echte libellen (Anisoptera).
De soort staat op de Rode Lijst van de IUCN als kritiek, beoordelingsjaar 2006, de trend van de populatie is volgens de IUCN dalend.
De wetenschappelijke naam Libellula angelina is voor het eerst geldig gepubliceerd in 1883 door Selys.